# La madre dello sposo
La madre dello sposo (The Mating Season) è un film del 1951 diretto da Mitchell Leisen e interpretato da Gene Tierney, John Lund e Thelma Ritter, basato sul lavoro teatrale Maggie di Caesar Dunn.
La Ritter ricevette per la sua interpretazione la seconda delle sei candidature all'Oscar (tutte senza vittoria) come miglior attrice non protagonista.

## Trama
Il giovane e ambizioso impiegato Val McNulty si innamora della socialite Maggie Carleton con la quale convola a nozze. Quando la madre Ellen si vede costretta a trasferirsi dai novelli sposi, Maggie la scambia per la nuova cuoca e la donna decide di stare al gioco, riuscendo a convincere il figlio ad assecondarla. Ellen non vuole far sentire la presenza della suocera in casa e pensa in questo modo di tenere a bada coloro che non approvano il matrimonio, ovvero gli ex fidanzati dei due giovani. La situazione rischia di complicarsi quando fa la sua comparsa la madre snob e insopportabile di Maggie, Fran Carleton, ma Val riesce ad evitare il peggio e guidare gli eventi verso il lieto fine.

## Produzione
Il film fu girato nei Paramount Studios di Hollywood dal 18 maggio al 1º luglio 1950, con alcune scene aggiuntive girate nel mese di agosto.
Il fatto che Miriam Hopkins, conosciuta per il carattere difficile sul set, non fosse la star del film mise a dura prova il pur esperto Mitchell Leisen: «Era sempre facile lavorare con Johnny Lund e adoravo Thelma Ritter», ha commentato in seguito il regista, «erano tutti meravigliosi... tutto andava bene finché non abbiamo iniziato a girare le scene con Miriam Hopkins». Come ha ricordato l'assistente alla regia Eleanor Broder, «Miriam Hopkins fece impazzire Leisen. Non riusciva a capire che stava interpretando solo un ruolo secondario e che non era la protagonista del film. Ogni notte immaginava tutte le cose che poteva fare con le sue battute... le sue idee erano molto buone, ma limitavano Gene Tierney e Lund che erano i veri protagonisti della storia».
Tra gli attori non accreditati figurano, in una delle loro ultime apparizioni sul grande schermo, Richard Neill, Jack Richardson e Jean Acker, più nota per essere stata la prima moglie di Rodolfo Valentino.

## Distribuzione
La madre dello sposo debuttò negli Stati Uniti il 12 gennaio 1951 e nel mese di giugno fu proiettato alla 1ª edizione del Festival di Berlino.

### Date di uscita
- Stati Uniti (The Mating Season) – 12 gennaio 1951
- Australia (The Mating Season) – 19 ottobre 1951
- Germania Ovest (Köchin gesucht) – 9 novembre 1951
- Argentina (Casado y con dos suegras) – 23 gennaio 1952
- Finlandia (Rakastelua) – 28 marzo 1952
- Danimarca (Hvedebrødsdage) – 5 maggio 1952
- Svezia (Parningstid) – 12 maggio 1952
- Francia (La Mère du marié) – 4 luglio 1952
- Portogallo (Cocktail de Sogras) – 5 settembre 1952
- Spagna (Casado y con dos suegras) – 10 novembre 1952

## Critica
La rivista Variety scrisse che «a sostenere considerevolmente la commedia è il fatto che il divertimento non si basa su situazioni troppo inverosimili.. Gli sceneggiatori fanno sembrare tutto perfettamente logico e sia il soggetto che la regia rafforzano quell'effetto».
Nella recensione sul sito AllMovie, Craig Butler ha giudicato positivamente il film soprattutto perché «il regista Mitchell Leisen e il suo gruppo di sceneggiatori trattano la premessa di base rispettosamente», creando un ambiente ideale per la prova di Thelma Ritter: «l'ironia delle battute... una personalità particolarmente accattivante e la capacità di prendere il comando di qualsiasi situazione sono un enorme vantaggio per il film».

## Riconoscimenti
- 1951 – Festival internazionale del cinema di Berlino
Orso di bronzo per la migliore commedia
- 1952 – Premio Oscar
Candidatura per la miglior attrice non protagonista a Thelma Ritter
- 1952 – Golden Globe
Candidatura per la migliore attrice non protagonista a Thelma Ritter